# Семиріччя

Семиріченська область в 1900 році

Семиріччя (каз. Жетісу) — географічна область в Центральній Азії. Розташована між озерами Балхаш на півночі, Сасикколь і Алаколь на північному сході, хребтом Джунгарський Алатау на південному сході, хребтами Північного Тянь-Шаню на півдні.
Сім головних річок, які дали назву регіону: Ілі, Каратал, Бієн, Аксу, Лепсі (Лепси, Лепса), Баскан, Сарканд.
В І тисячолітті до н. е. на даній території жили племена саків; в ІІ столітті до н. е. — V столітті н. е. — усуни. В середині VI століття тут утворився Західно-Тюркський каганат, в VIII столітті — держава тюргешів (до 758 року) і карлуків (766—940 роки). В кінці Х століття Семиріччя увійшло в державу Караханідів, з 30-х років ХІІ століття — в державу каракитаїв.